# Charles Samuel
Pour les articles homonymes, voir Samuel (homonymie).
Charles Samuel, est un sculpteur et médailleur belge, né à Bruxelles (Belgique) le 29 décembre 1862 et décédé à Cannes (Alpes-Maritimes) le 31 janvier 1938.

## Biographie
Charles Samuel est le fils de Luc Samuel, changeur originaire de Rotterdam et d'Élisabeth Vaz. Il se marie à Paris le 17 décembre 1900 avec Clotilde Kleeberg, pianiste virtuose, qui décède le 7 février 1909 puis avec Juliette Blum, artiste peintre et sculptrice canadienne qui décède en 1931. 
Après un apprentissage d'orfèvrerie chez un ami de son père, le sculpteur et médailleur Léopold Wiener (lui-même formé initialement par son frère sculpteur Jacques Wiener), des études de sculpture à l'Académie royale des beaux-arts de Bruxelles avec comme professeurs Eugène Simonis, Joseph Jaquet et Charles Van der Stappen puis pour la médaille chez l'orfèvre-sculpteur Philippe Wolfers, il commence sa carrière en tant qu'orfèvre et continue par une brillante carrière de sculpteur-médailleur à partir de 1883. 
En 1905, il se fait construire par l'architecte Ernest Van Humbeeck une maison-atelier, rue Washington, 36, à Ixelles. Cet atelier ne doit pas être confondu avec un autre atelier d'artiste situé non loin de là au 28 et 30 rue Washington, construit en 1889 par l'architecte Henri Van Dievoet comme maison de rapport pour l'agent de change Félix Rodberg. Cet atelier de rapport fut loué par Félix Rodberg à plusieurs artistes : au peintre Louis Artan de Saint-Martin (1837-1890) vers 1893 et à l’artiste-peintre Hippolyte Wulffaert (de 1897 à 1912). 
Charles Samuel créa des œuvres aussi bien en pierre, en marbre et en bronze qu'en bois dur.
Il exposa au Salon des artistes français de Paris.
Il meurt le 31 janvier 1938 et est inhumé le 6 février 1938 au cimetière Dieweg à Uccle.

## Ses œuvres

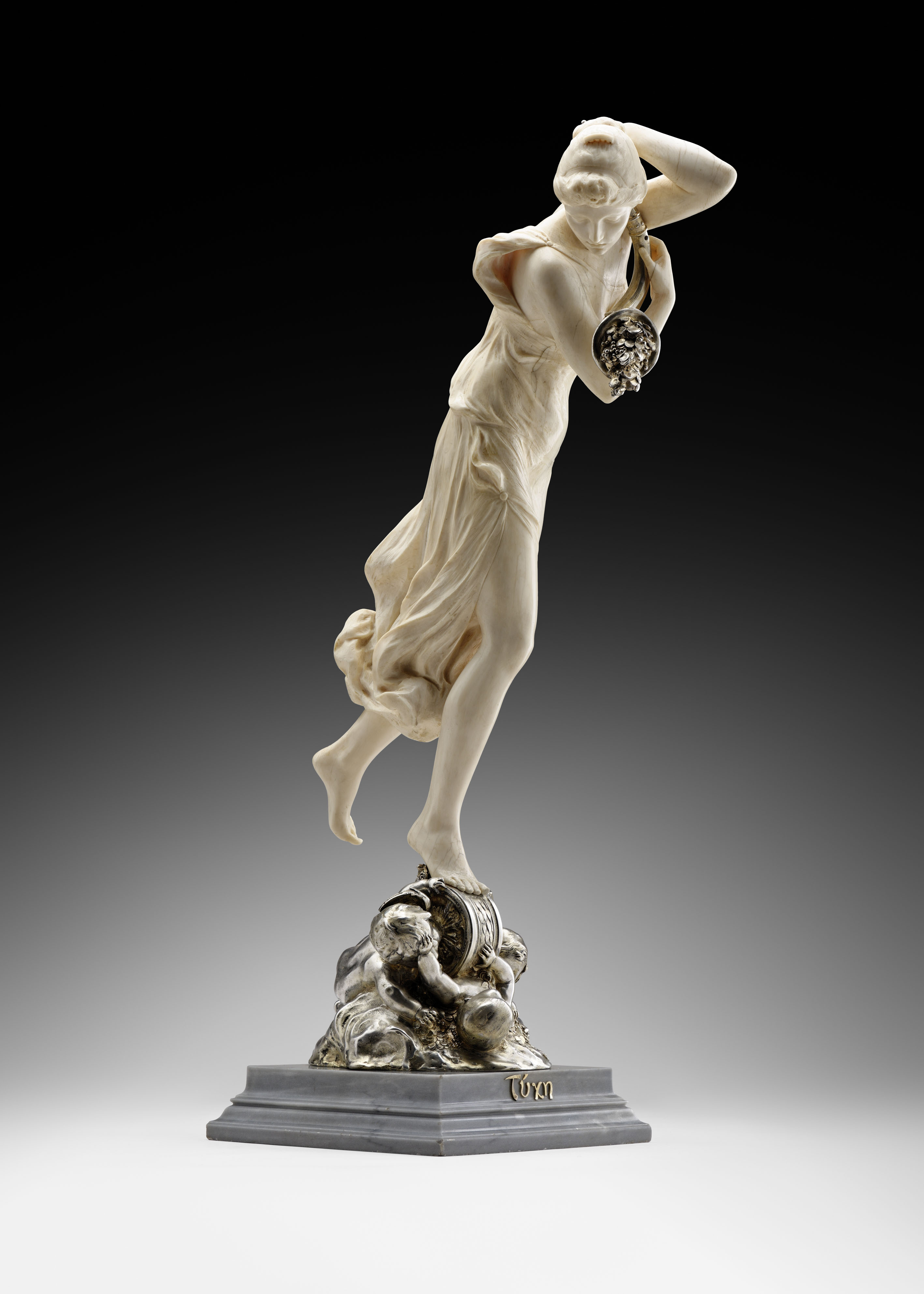
La Fortune (1894), Collection Fondation Roi Baudouin.

Il était membre de L'Essor, cercle artistique réaliste à Bruxelles (1876 - 1883), et expose pour la première fois au Salon de Gand en 1883.
On le verra tour à tour exceller dans le portrait en buste, ou dans la création de statues monumentales qui font désormais partie de l'imaginaire de chacun : 
- Dans la soirée (1886), statue pour laquelle il reçut une médaille d'argent lors de l'Exposition universelle de Paris de 1889.

- Monument à Charles De Coster (1894), à la gloire de Till l'Espiègle (Tijl Uilenspiegel) et de l'auteur du livre La Légende et les aventures héroïques, joyeuses et glorieuses d'Ulenspiegel et de Lamme Goedzak au pays de Flandres et ailleurs, aux étangs d'Ixelles, architecte Franz De Vestel [6].

- Batetela défendant une femme contre un Arabe (1897), groupe réalisé pour l'Exposition coloniale de 1897 à Tervuren (Belgique).

Il obtint une médaille d'or lors de l’Exposition universelle de 1900 de Paris.
- Monument à Pierre Van Humbeeck (1901 - 1902), angle des rues Antoine Dansaert et rue Rempart-des-Moines à Bruxelles[7].

En juin 1909, il participe à Munich à la dixième exposition quadriennale des beaux-arts organisée dans le Palais de Verre de la métropole bavaroise par la Münchener Künstlergenossenschaft et la Münchener Secession ; il fait partie de la délégation d'artistes belges à Munich, dirigée par le sculpteur et peintre Jacques de Lalaing. Une relation en a été publiée par Albert van Dievoet, chroniqueur de l'Expansion Belge.
- Monument de Smet de Naeyer (1912), place Jean Jacobs à Bruxelles, groupe en marbre blanc en souvenir du naufrage en 1906 du navire-école Comte de Smet de Naeyer.

En 1916, il réalise une paire de médaillons en bronze à l'effigie du roi Albert Ier de Belgique et de la reine Élisabeth, pour le compte du Foyer des Orphelins et vendus à son bénéfice.
- Tijl en Nele (1925), marbre de Carrare, à Knokke-Heist[8].

- Monument aux morts (1926), dans le cimetière d'Ixelles.

- Statue de la Brabançonne (1930), place Surlet de Chokier à Bruxelles [9].

- Le Lion dans le Jardin botanique de Bruxelles.

- Monument aux morts du Génie au square Vergote, à Bruxelles-Schaerbeek [10].

En 1934, la statue Le semeur est offerte par le barreau de Charleroi lors du jubilé de Ferdinand Noël, symbole de la vie de labeur de Me Noël.

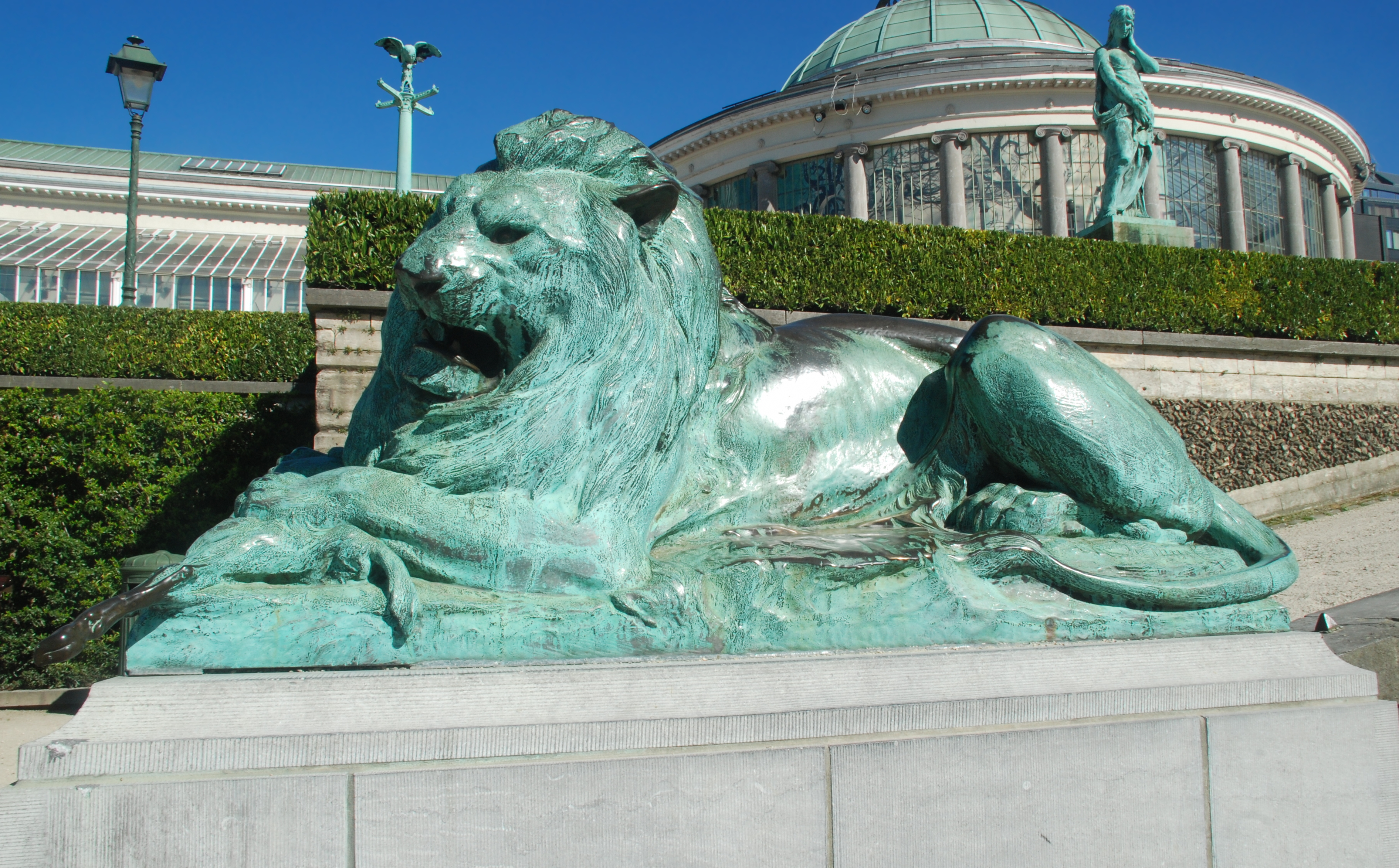
Charles Samuel, Le Lion, au Jardin botanique de Bruxelles.
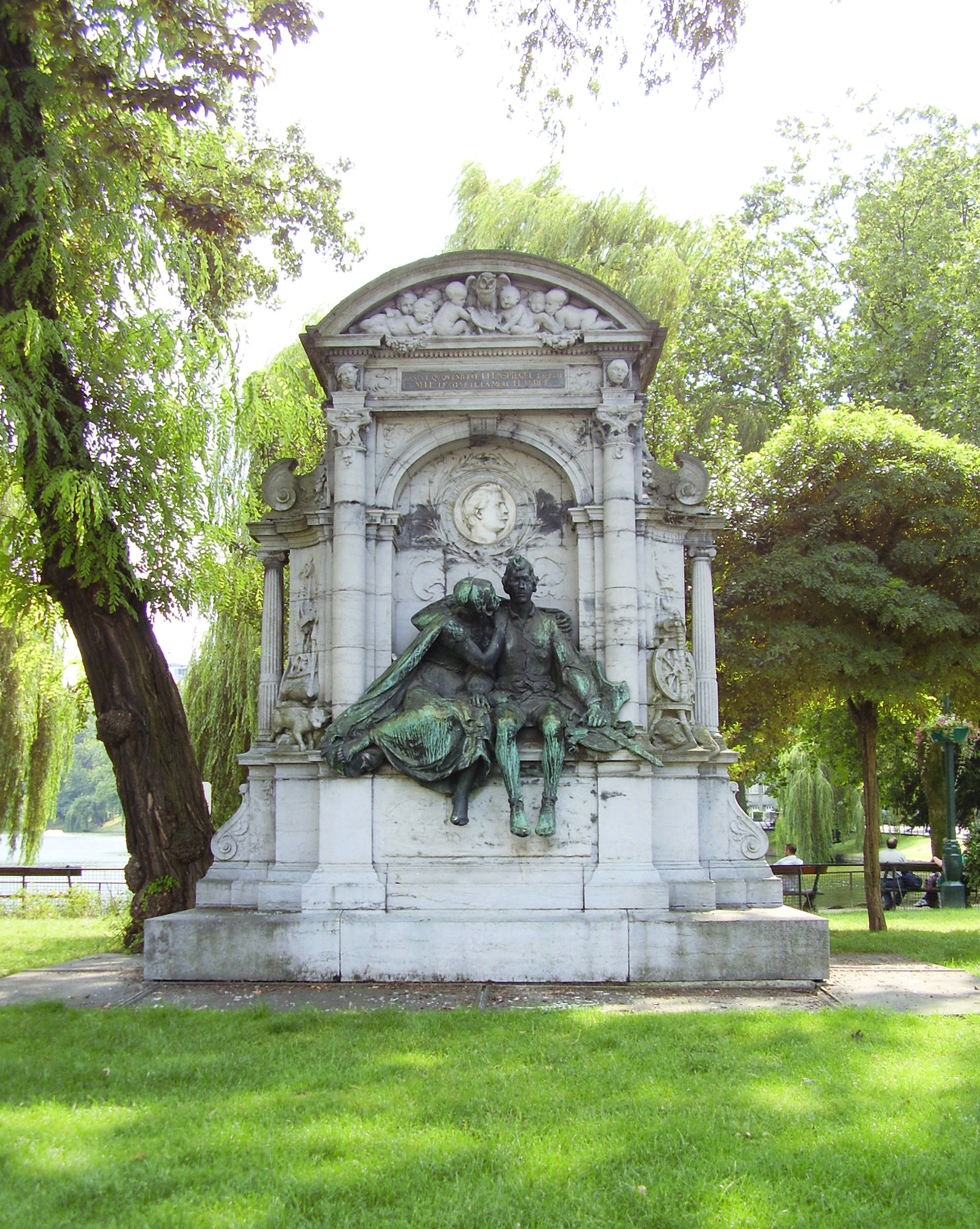
Charles Samuel, Monument à Charles De Coster (1894), aux étangs d'Ixelles.
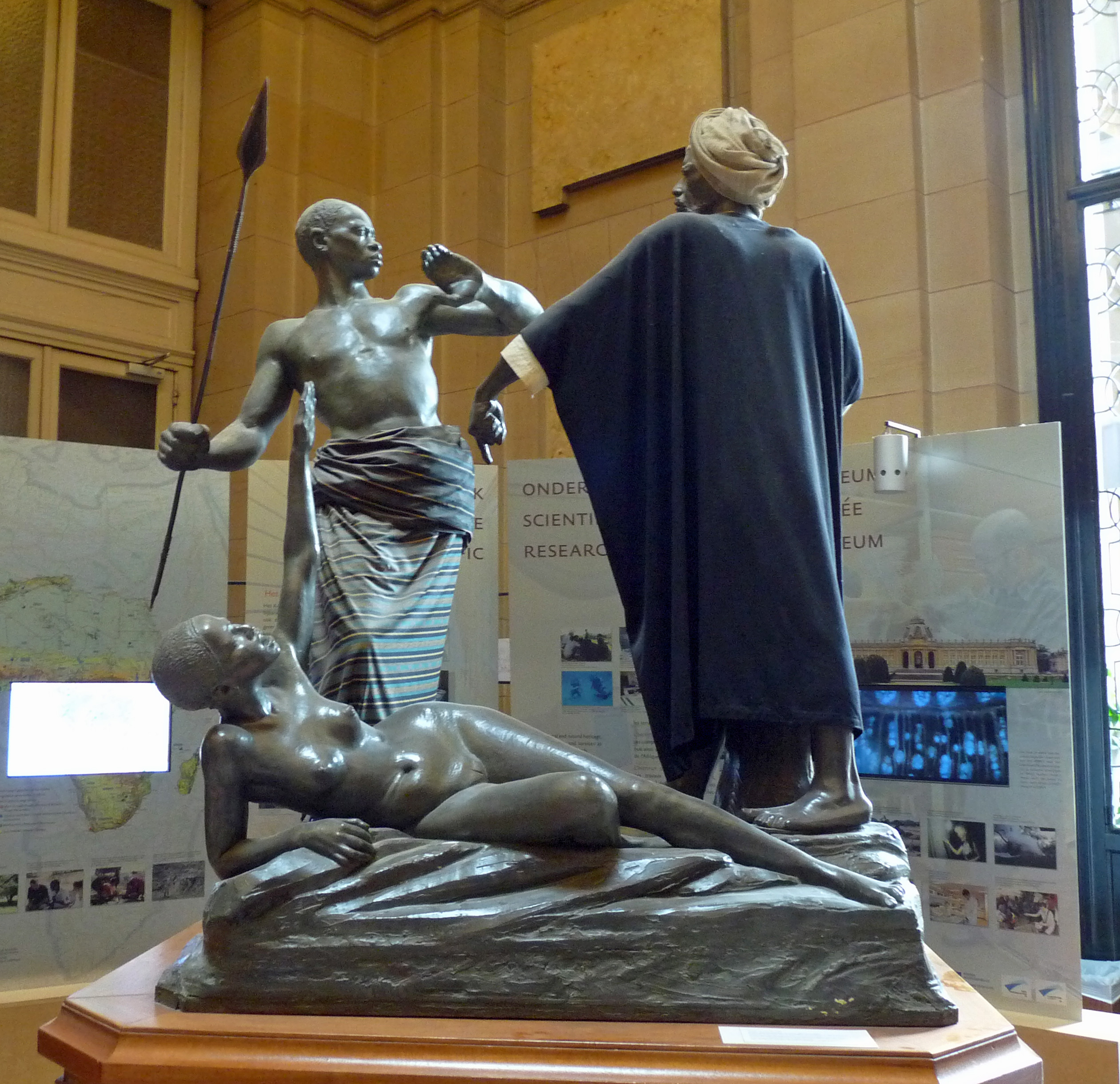
Charles Samuel, Batetela défendant une femme contre un Arabe (1897).
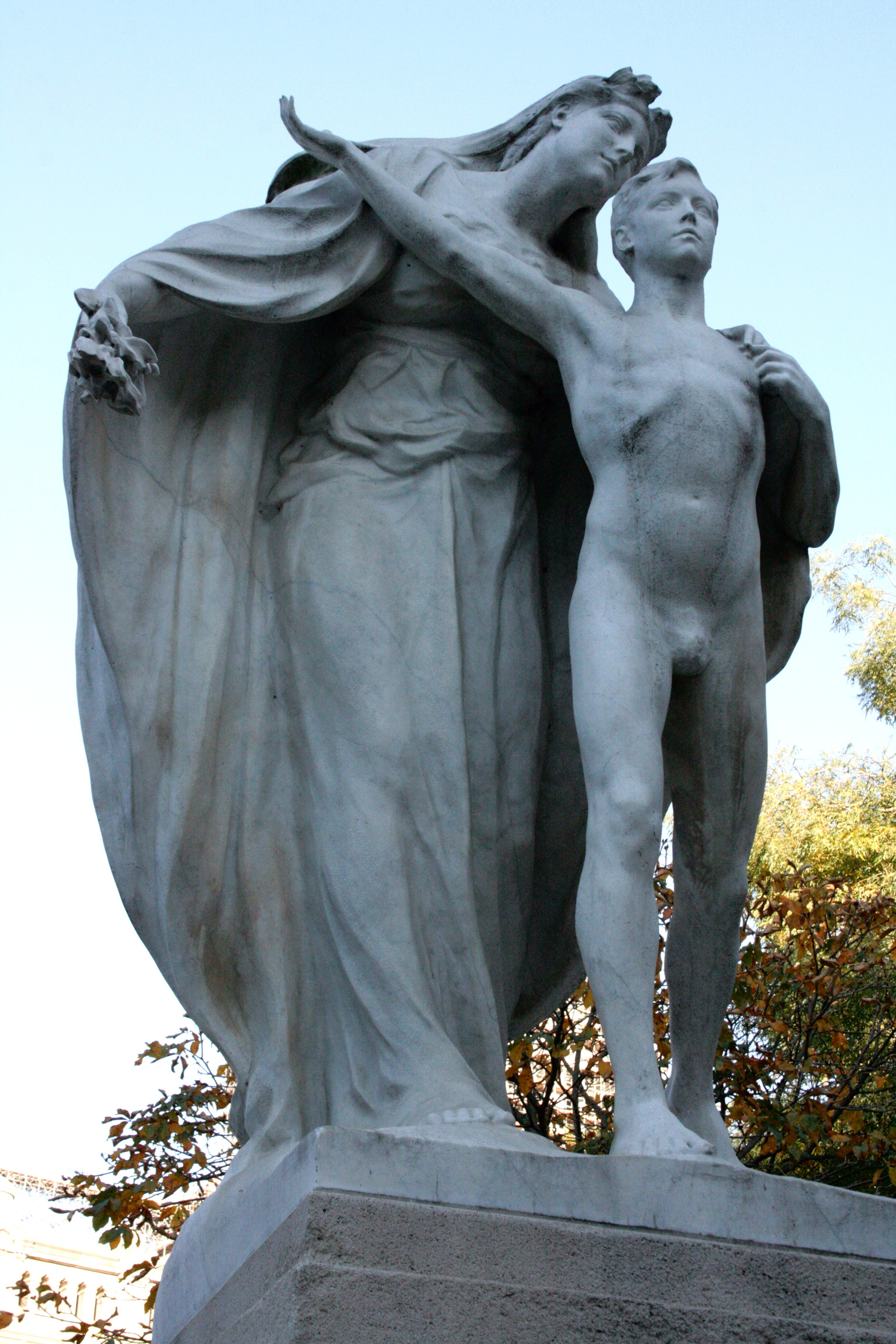
Charles Samuel, Monument de Smet de Naeyer (1912), à Bruxelles.
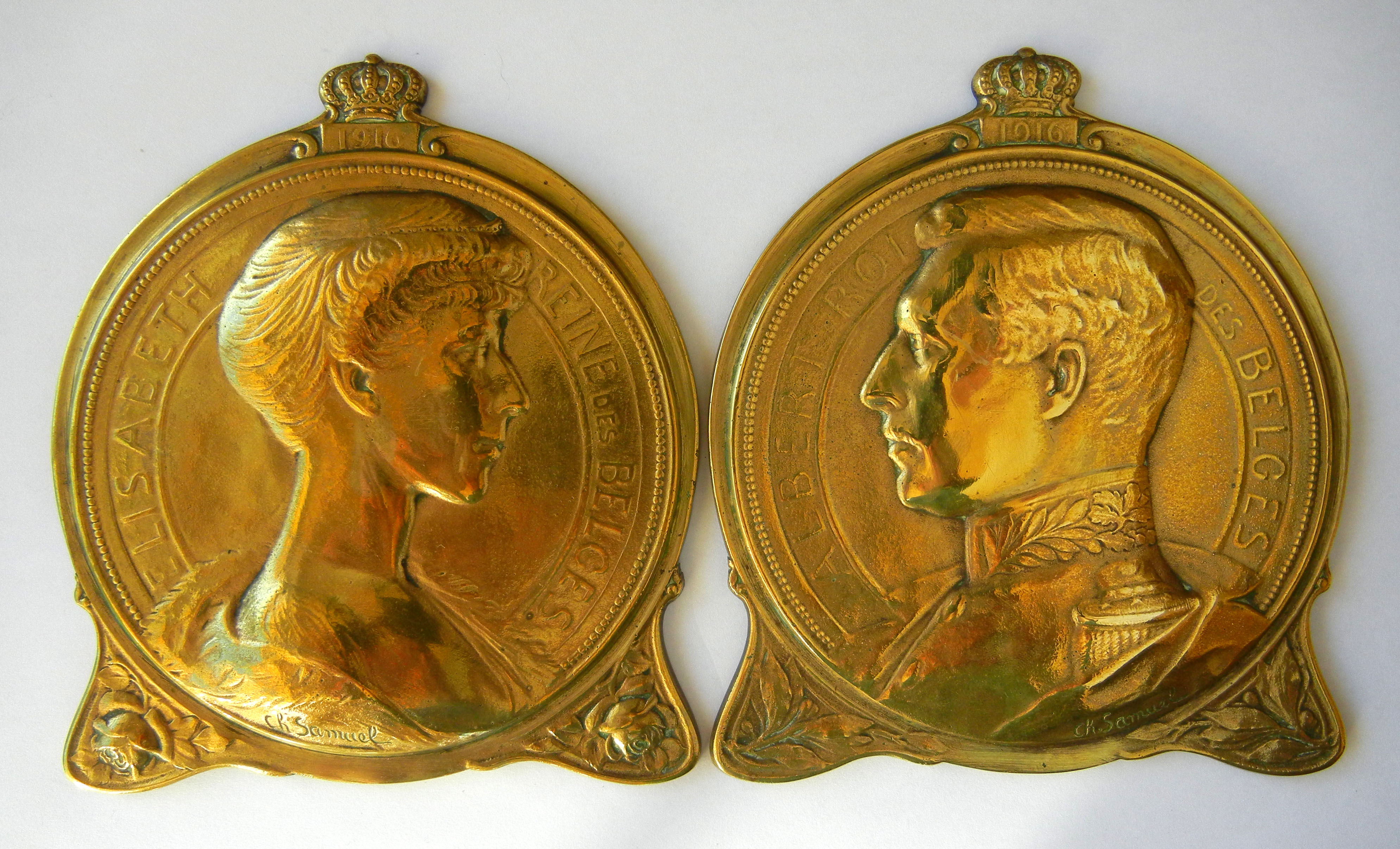
Médaillons d'Albert et Elisabeth de Belgique (1916).
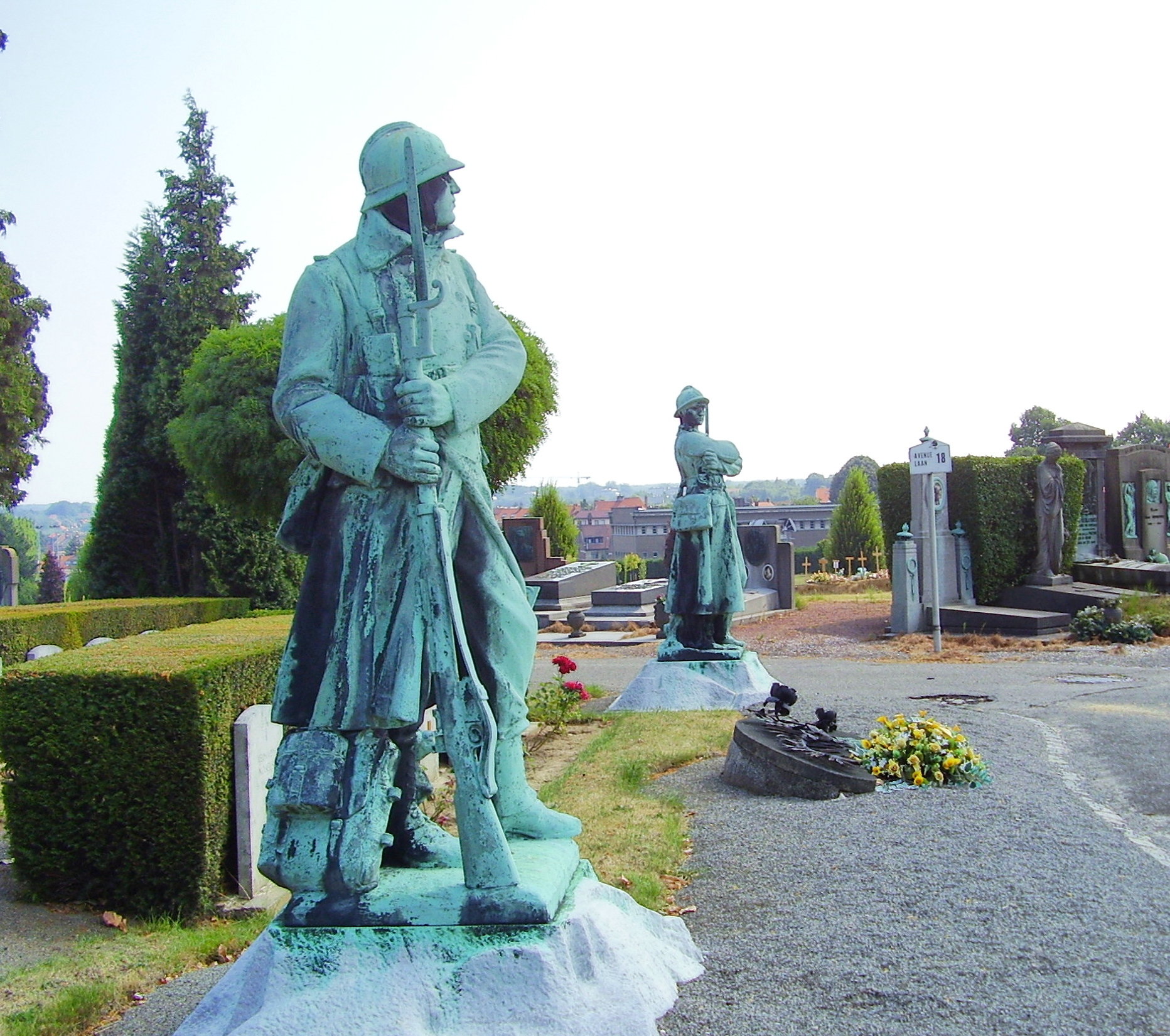
Charles Samuel, Monument aux morts du cimetière d'Ixelles.
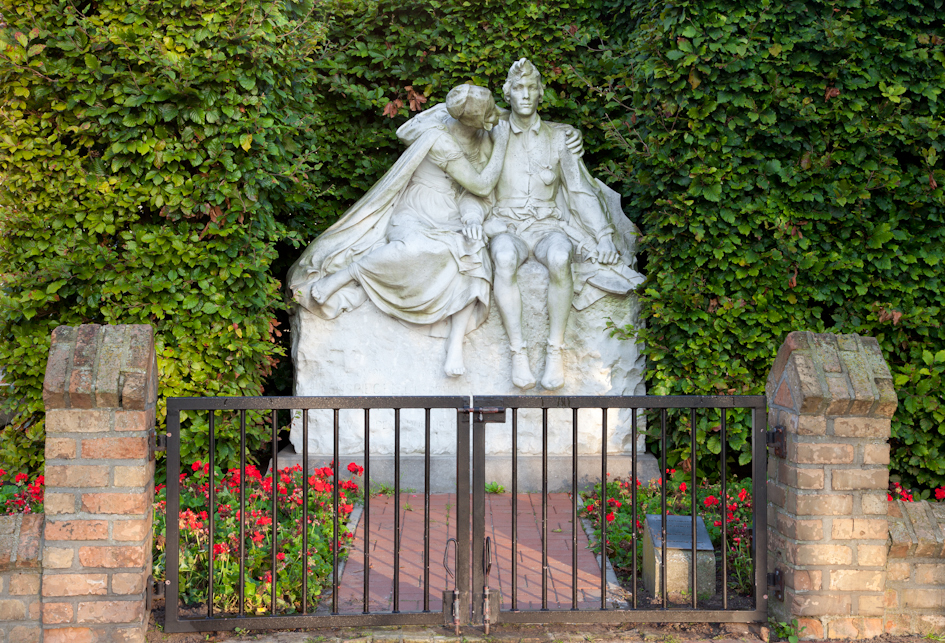
Charles Samuel, Tijl en Nele (1925), à Knokke-Heist.
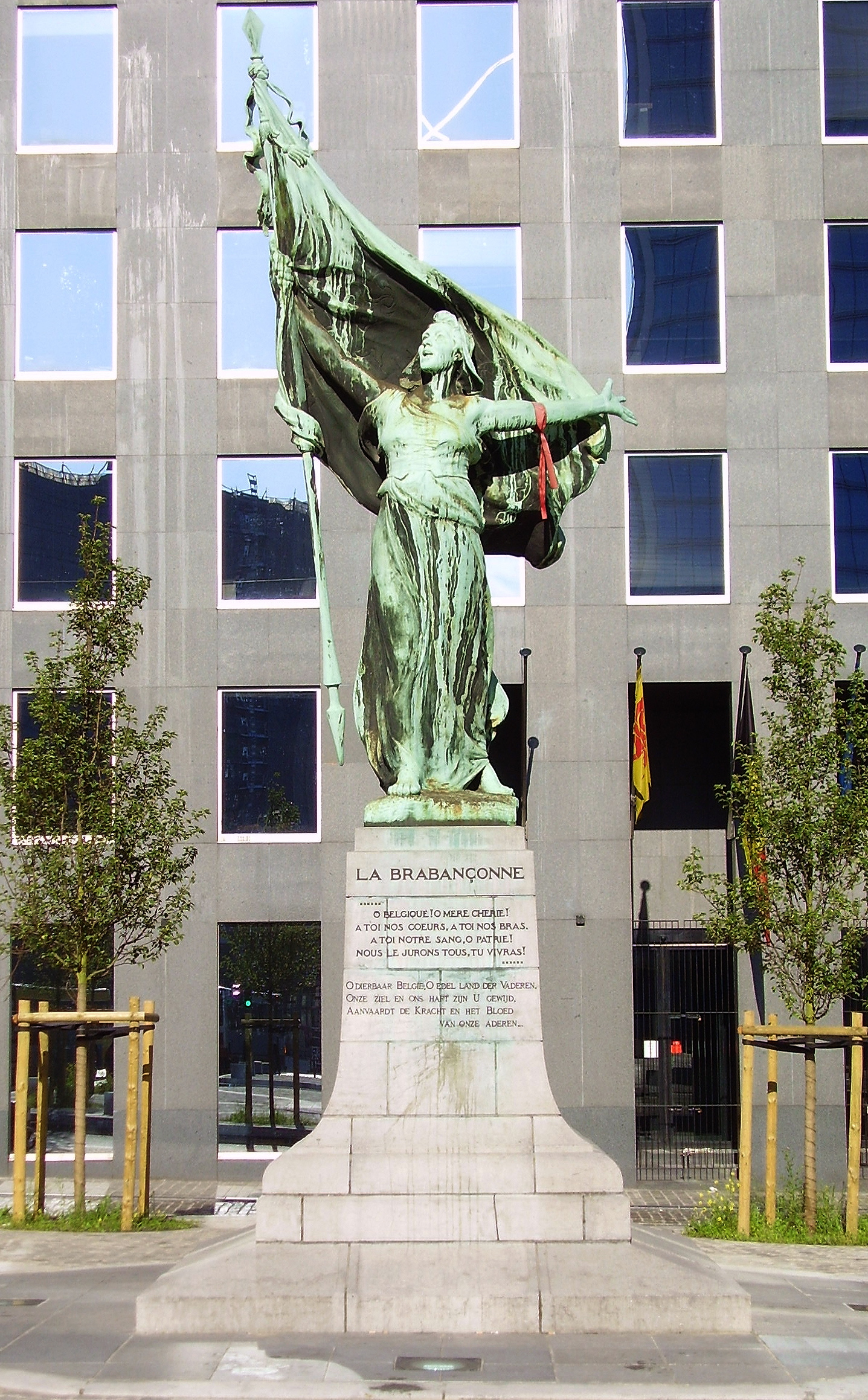
Charles Samuel, La Brabançonne (1930), à Bruxelles.

## Distinctions
- Commandeur de l'ordre de la Couronne ;
- Officier de l'ordre de Léopold ;
- Chevalier de la Légion d'honneur.